# Simon Hedlund
Simon Fredrik Hedlund (Trollhättan, 11 marzo 1993) è un calciatore svedese, attaccante o centrocampista dell'Elfsborg.

## Palmarès

### Club

#### Competizioni nazionali
- Allsvenskan: 1

Elfsborg: 2012
- Campionato danese: 1

Brøndby: 2020-2021
- Svenska Cupen: 1

Elfsborg: 2013-2014